# Curtatone (cacciatorpediniere)
Il Curtatone è stato un cacciatorpediniere (e successivamente una torpediniera) della Regia Marina.

## Storia

### Il periodo interbellico
Costruito tra il gennaio 1920 ed il giugno 1923 al costo di 8.100.000 lire, il Curtatone era capoclasse di una classe di quattro unità. Una volta in servizio, l'unità fu assegnata alla III Squadriglia Cacciatorpediniere, alle dipendenze del Dipartimento Militare Marittimo di La Spezia, venendo sottoposta ad un iniziale periodo di addestramento.
Nel 1926 il Curtatone, mentre si trovava in navigazione, subì una grave avaria ad una turbina che lo pose fuori uso, obbligandolo a trascorrere due anni ai lavori.

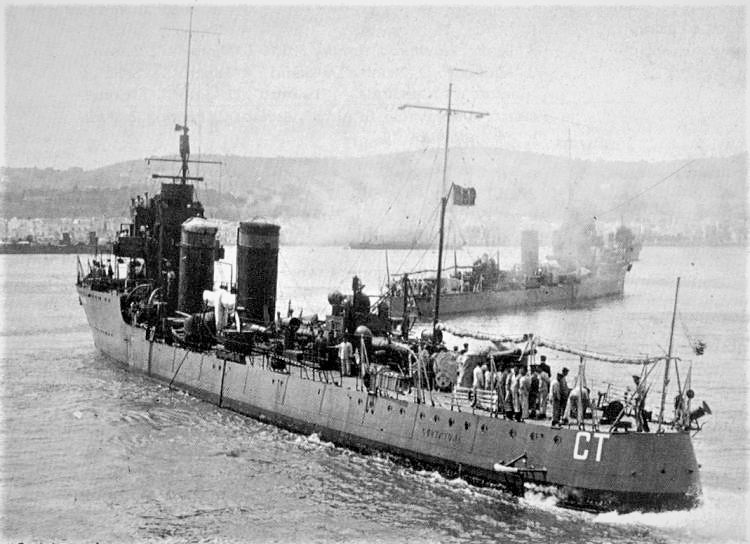
Il cacciatorpediniere fotografato probabilmente intorno al 1929, con la livrea grigio scuro ed una fascia gialla attorno alla sommità dei fumaioli

Nel 1929 il cacciatorpediniere, insieme ai gemelli Castelfidardo, Calatafimi e Monzambano, costituiva la VIII Squadriglia Cacciatorpediniere, che, insieme alla VII Squadriglia (composta dalle unità della classe Palestro) ed all'esploratore Augusto Riboty, formava la 4ª Flottiglia Cacciatorpediniere, appartenente alla II Divisione Siluranti, facente parte della 2ª Squadra Navale avente base a Taranto.
Nel periodo compreso tra il 1928 ed il 1936 l'unità compì vari viaggi che la portarono a Tripoli, a Costanza, in Mar Rosso, in Grecia ed in Africa settentrionale. Nel 1928, in particolare, la nave ebbe base a Tripoli, svolgendo attività di vigilanza, poi operò nel Dodecaneso, da dove raggiunse Costanza, e successivamente venne mandata in Eritrea, venendo impiegata per la sorveglianza in Mar Rosso. In ultimo il cacciatorpediniere venne dislocato in Africa settentrionale, svolgendo servizio di pattugliamento costiero. Nel 1930 il Curtatone fu sottoposto a lavori di modifica che videro l'innalzamento del fumaiolo prodiero.
Nel 1937 il cacciatorpediniere venne nuovamente dislocato a La Spezia, e alla fine degli anni '30 operò per conto dell'Accademia Navale di Livorno in funziona addestrativa. Il 1º ottobre 1938 il Curtatone, dalle caratteristiche ormai superate, fu declassato a torpediniera.
Tra il 1939 ed il 1940 la nave, al pari delle altre unità della classe, fu sottoposta ad altri lavori di modifica, che comportarono la sostituzione dei due cannoni da 76/30 mm Armstrong 1914 con 2 (o 4) mitragliere Scotti-Isotta-Fraschini 20/70 Mod. 1939 e 2 da 8/80 mm.

### La seconda guerra mondiale

#### 1940
All'ingresso dell'Italia nella seconda guerra mondiale, il 10 giugno 1940, la Curtatone apparteneva alla XVI Squadriglia Torpediniere (che formava insieme alle gemelle Monzambano, Castelfidardo e Calatafimi ed alle anziane torpediniere Giacinto Carini e Giuseppe La Masa), con base a La Spezia. Durante il conflitto la nave operò nell'Adriatico meridionale e successivamente nelle acque della Grecia, venendo impiegato principalmente per missioni di scorta.
Tra il 9 ed il 15 giugno Curtatone, Carini ed una terza torpediniera, la Sirio, scortarono i posamine Fasana, Crotone, Orlando e Gasperi intenti ad effettuare la posa di campi minati nelle acque dell'isola d'Elba.
Nell'estate 1940 la Curtatone fu aggregata al VI Gruppo Torpediniere, destinate alle scorte sulle rotte per l'Albania. Il 21 ottobre 1940, infatti, con la ricostituzione del Comando Superiore Traffico Albania (Maritrafalba, già in precedenza attivo dal 5 settembre 1940 al suo primo scioglimento, il 12 ottobre 1940, ma senza la Curtatone alle sue dipendenze), la nave venne dislocata a Brindisi e destinata, con altre unità (due anziani cacciatorpediniere, altre nove torpediniere, quattro incrociatori ausiliari e la XIII Squadriglia MAS), a tale Comando, a compiti di scorta convogli da e per l'Albania nonché di ricerca e caccia antisommergibile.
Il 31 ottobre, alle 23.30, la Curtatone lasciò Durazzo insieme all'incrociatore ausiliario Capitano A. Cecchi, per iniziare la propria prima missione di scorta per contro di Maritrafalba: la scorta, a Bari, dei piroscafi vuoti Perla e Sabaudia. Il convoglio giunse regolarmente nel porto pugliese alle 16.30 del 1º novembre.
Alle tre di notte del 6 novembre la nave salpò da Valona insieme alla vecchia torpediniera Giacomo Medici, scortando a Bari, dove giunsero alle 19.30, la motonave Donizetti ed i piroscafi Piemonte, Italia e Quirinale, che tornavano vuoti in Italia. Due giorni dopo, alle 23.30 dell'8 novembre, Curtatone, Medici ed un'altra anziana torpediniera, la Generale Antonio Cantore, partirono da Bari insieme al Capitano Cecchi di scorta ai piroscafi Argentina, Italia e Firenze ed alla motonave Città di Marsala, aventi a bordo 3219 militari e 287 tonnellate di rifornimenti. Il convoglio raggiunse Durazzo alle 16 del 9 novembre.
Tornata in Italia, la Curtatone ripartì da Brindisi alle 7.15 dell'11 novembre, unitamente al piccolo incrociatore ausiliario Lago Zuai, scortando i piroscafi da carico Tagliamento e Titania, facenti parte di un gruppo di due convogli, che complessivamente trasportavano 1178 uomini, 6 autoveicoli, 1145 quadrupedi e 229 tonnellate di materiali. Il convoglio giunse a Valona alle 16.15.
Nella notte tra l'11 ed il 12 novembre 1940 la Curtatone salpò da Valona e soccorse, insieme alla torpediniera Solferino, 140 naufraghi appartenenti agli equipaggi di un convoglio (piroscafi Antonio Locatelli, Premuda e Capo Vado, motonave Catalani) distrutto da una formazione di incrociatori inglesi nel canale d'Otranto.
La torpediniera lasciò Valona alle sette del 17 novembre, insieme alla Medici, scortando a Bari la motonave Maria ed i piroscafi Sardegna e Tagliamento, di ritorno vuoti: le navi arrivarono in porto alle 18.30, dopo di che Sardegna e Medici proseguirono alla volta di Bari.
La Curtatone prese nuovamente il mare da Brindisi alle cinque del 18 novembre, per scortare a Durazzo il piroscafo Oreste, che trasportava 377 uomini, 334 quadrupedi e 32,5 tonnellate di rifornimenti. Le due navi arrivarono nel porto albanese alle 21.50 dello stesso giorno, e la Curtatone ne ripartì alle 13 del 20, scortando a Brindisi, con arrivo alle otto di sera, la motonave Viminale che rientrava vuota.

Il Curtatone all'ormeggio.

Tornata in Albania, la nave lasciò Durazzo alle 6.20 del 21 novembre, scortando la Viminale e la motonave da carico Birmania, entrambe vuote. La Viminale venne lasciata a Brindisi, mentre la Birmania, scortata dalla Curtatone, proseguì verso Bari, dove giunse alle 17. La torpediniera ripartì poi da Brindisi alle sei del mattino del 24, per scortare, insieme all'incrociatore ausiliario Lago Tana ed alla vecchia torpediniera Generale Marcello Prestinari, la Viminale, le motonavi Città di Savona e Città di Agrigento ed il piroscafo Monrosa, aventi a bordo il primo scaglione della Divisione Alpini «Pusteria» (il carico dei quattro mercantili assommava a 2524 uomini, 917 quadrupedi, dodici automezzi, 274 tonnellate di carrette ed altri materiali compreso del foraggio), a Valona, dove il convoglio giunse alle 16.30 dello stesso giorno. La Curtatone lasciò poi il porto albanese alle sei del giorno seguente, scortando i piroscafi vuoti Diana e Sant'Agata a Bari, dove arrivarono alle 23.10.
La torpediniera ripartì da Bari per Durazzo alle 18 del 28 novembre, di scorta ai piroscafi Carnia, Arpione e Sant'Agata, aventi a bordo 81 uomini, 132 veicoli e 747 quadrupedi. Il convoglio raggiunse la propria destinazione alle 10.30 del 29 novembre. La Curtatone ripartì per Bari alle 17.30 del 2 dicembre, scortando i piroscafi Polcevera e Sant'Agata e la motonave Calitea (adibiti a traffico civile), giungendo a Bari alle nove del 3.
Alle 23 del 3 dicembre 1940 la Curtatone ed un'altra anziana torpediniera, la Francesco Stocco, lasciarono Bari alla volta di Durazzo di scorta ai piroscafi Italia e Quirinale ed alla motonave Donizetti, che trasportavano 2902 militari, 86 quadrupedi e 427 tonnellate di rifornimenti: il convoglio arrivò a destinazione alle 9.30 del giorno successivo.
Tornata in Puglia, l'unità ripartì da Brindisi alle undici di sera del 5 dicembre, scortando il piroscafo Oreste e la pirocisterna Conte di Misurata, cui poi si aggregò anche il piroscafo Scarpanto (le tre navi trasportavano in tutto due automezzi, 165,5 tonnellate di artiglieria, munizioni ed altri materiali), a Valona, dove le navi arrivarono alle nove del mattino seguente.
Alle otto del 20 dicembre 1940 la Curtatone lasciò Brindisi per scortare a Valona i piroscafi Titania, Tagliamento, Silvano e Polcevera, con 364 uomini, tre veicoli, 1685 quadrupedi e 2507 tonnellate di munizioni, foraggio, materiale per la Regia Aeronautica ed altri rifornimenti. Il convoglio giunse in porto alle ore 16. La torpediniera ripartì da Valona alle sette del 22 dicembre, di scorta ai piroscafi vuoti Sant'Agata ed Hermada, arrivando a Brindisi alle 20.20 di quello stesso giorno.

#### 1941
A mezzogiorno del 16 gennaio 1941 la Curtatone salpò da Durazzo di scorta ai piroscafi scarichi Aventino, Laura e Sant'Agata, giungendo a Bari alle 8.30 del giorno seguente. A mezzanotte del 17 gennaio la torpediniera ripartì insieme all'incrociatore ausiliario Brioni, scortando a Durazzo, dove giunsero alle 14.30 del 18 gennaio, il piroscafo Quirinale e le motonavi Città di Savona e Puccini, cariche di 2788 militari e 452 tonnellate di materiali. Il 20 gennaio la nave scortò da Durazzo a Bari gli stessi tre mercantili, che tornavano scarichi.
Il 24 febbraio la Curtatone, insieme al Capitano Cecchi, scortò da Bari a Durazzo Città di Tripoli, Italia e Puccini, con 2450 uomini di truppa e 371 tonnellate di materiali. All'1.30 dello stesso giorno febbraio la torpediniera partì da Durazzo scortando i piroscafi Laura e Giacomo C. e la motonave Riv, che tornavano vuoti a Bari, dove arrivarono alle 18.40.
Il 1º marzo 1941 Curtatone e Capitano Cecchi scortarono da Bari a Durazzo la motonave Verdi ed i piroscafi Milano, Aventino e Rosandra, aventi a bordo 2848 militari, 131 quadrupedi e 417 tonnellate di materiali. L'indomani, alle 18.30, la sola Curtatone ripartì da Durazzo di scorta ai piroscafi Tripolino, Scarpanto ed A. Capano, giungendo a Bari alle 10.15 del 3 marzo.

La Curtatone al traverso, nel 1940.

La torpediniera lasciò poi Bari alle 00.45 del 4 marzo, di nuovo insieme al Capitano Cecchi, per scortare a Durazzo, dove arrivarono alle 15.15 dello stesso giorno, le motonavi Città di Bastia, Maria e Donizetti ed il piroscafo Casaregis, che trasportavano 1462 uomini, 286 autoveicoli e 546 tonnellate di rifornimenti. La Curtatone salpò poi da Durazzo alle 22 del 5 marzo, di scorta a Donizetti, con a bordo 140 feriti diretti in Italia, e Casaregis, vuoto, arrivando a Bari l'indomani a mezzogiorno.
L'8 marzo, alle quattro del mattino, Curtatone e Capitano Cecchi partirono da Bari scortando Donizetti e Città di Bastia, con 1590 uomini e 282 tonnellate di materiali, arrivando a Durazzo alle 17.40. Due giorni più tardi, alle 2.20 del 10 marzo, la torpediniera ripartì dal porto albanese per scortare a Bari, con arrivo alle 21.15, i piroscafi Carmela, Enrico, Bucintoro e Nuraghe, adibiti a traffico civile.
Il 12 marzo, alle otto del mattino, l'unità lasciò Bari scortando il piroscafo Miseno, carico di 400 tonnellate di rifornimenti, col quale giunse a Brindisi alle ore 15. Il giorno seguente, alle sei del mattino, la Curtatone lasciò Brindisi con il Miseno, al quale si erano aggiunti i piroscafi Scarpanto ed Hermada e la piccola nave cisterna Abruzzi. Il convoglio giunse a Durazzo dopo dodici ore di navigazione, alle 18. Il 15 marzo la torpediniera salpò da Durazzo, alle 5.40, scortando i piroscafi Sant'Agata e Sagitta e la motonave Puccini, di ritorno, scariche, a Bari, dove arrivarono alle dieci di sera.
Alle 23 del 18 la Curtatone, insieme al Capitano Cecchi, partì da Bari per Durazzo scortando le motonavi Città di Savona e Città di Alessandria ed i piroscafi Milano e Tagliamento, che avevano a bordo complessivamente 2615 militari, 624 quadrupedi e 387 tonnellate di rifornimenti. Il convoglio giunse a destinazione alle 16.15 del 19 marzo. Il 20 marzo, alle 13, la torpediniera ripartì dal porto albanese, scortando Città di Alessandria, Città di Savona e Milano, vuote, che rientravano a Bari, arrivandovi alle cinque del 21 marzo.
Lo stesso 21 marzo, alle 23, la Curtatone partì nuovamente da Bari insieme al Brioni, scortando i piroscafi Italia, Quirinale, Rosandra e Maria, carichi complessivamente di 2263 militari, 172 veicoli e 1749 tonnellate di rifornimenti, che arrivarono a Durazzo alle 14.30 dell'indomani. La torpediniera lasciò poi Durazzo alle 17.20 del 23 marzo, per scortare a Bari, dove giunsero alle otto di sera, Italia (avente a bordo 144 feriti leggeri), Aventino e Quirinale (scarichi).
Alle 19 del 24 marzo l'unità ripartì da Bari di scorta al piroscafo Triton Maris ed alla nave cisterna Abruzzi, aventi un carico di 600 tonnellate di foraggio e 700 di carburante: il convoglio giunse a Durazzo alle 14.30 del 25. La Curtatone salpò poi da Durazzo alle sei di mattina del 26, scortando i piroscafi vuoti Hermada, Rinucci, Luciano, Giglio e Miseno. Il convoglio fece scalo a Brindisi, dove venne lasciato il Luciano, ed arrivò a Bari alle quattro del 27.

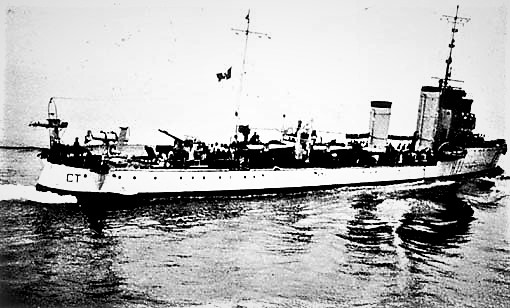
Un'altra immagine della torpediniera nel 1940.

Il 27 marzo, alle sette di sera, la Curtatone lasciò Bari per scortare a Durazzo i piroscafi Sant'Agata e Tergestea e la motonave Narenta, che trasportavano 299 uomini, 609 quadrupedi, 150 automezzi e 710 tonnellate di rifornimenti. Il convoglio arrivò a Durazzo alle undici del 28 marzo. La nave lasciò Durazzo alle 7.15 del 29, scortando il piroscafo Sant'Agata e le motonavi Città di Trapani, Città di Savona e Donizetti, che rientravano scariche a Bari, dove giunsero alle 20.30.
Il 1º aprile, cinque minuti dopo la mezzanotte, la torpediniera salpò da Bari di scorta ad Italia, Città di Marsala e Città di Trapani, con il primo scaglione della Divisione Fanteria «Messina», destinata in Montenegro: 2448 uomini e 231 tonnellate di rifornimenti. Le navi arrivarono a Durazzo alle 14.45 dello stesso giorno, e la Curtatone ripartì già alle 23 per scortare i piroscafi scarichi Albachiara, Caldea, Monstella e Casaregis, con i quali arrivò a Bari alle 12.30 del 2 aprile.
A mezzanotte del 4 aprile Curtatone e Capitano Cecchi salparono da Bari per Durazzo, dove arrivarono dopo dodici ore di navigazione, scortando Aventino, Milano e Quirinale, carichi di 3439 uomini, 39 quadrupedi e 274 tonnellate di rifornimenti. Il 5 aprile, alle 5.20, la nave lasciò Durazzo scortando i piroscafi vuoti Minerva, Giacomo C., Acilia ed A. Capano a Bari, dove arrivarono alle 3.30 del 6.
Lo stesso 6 aprile, alle 21.30, la torpediniera ripartì da Bari alla volta di Durazzo, dove arrivò alle 16.30 del 7, scortando i piroscafi Rimini, Gala e Carlotta, con un carico di 1228 tonnellate di carburanti, 780 di benzina e 220 di provviste. Alle nove dell'8 aprile la Curtatone lasciò Durazzo scortando la motonave Donizetti (con 100 detenuti a bordo) ed i piroscafi Città di Tripoli (con 150 militari italiani che rimpatriavano) e Maria (vuoto), giungendo a Bari alle 22.30.
Il 10 aprile Curtatone e Brioni salparono da Brindisi alle 3.10 di scorta ai piroscafi Argentina e Galilea, con 1954 uomini e 69 tonnellate di rifornimenti, arrivando a Valona alle 10.15. Tornata in Italia, la torpediniera partì nuovamente da Bari alle otto di sera del 21 aprile, scortando i piroscafi F. Brunner, Costante C. ed Albaro, carichi complessivamente di 1015 tonnellate di munizioni e 519 di altri materiali, ed arrivando a Durazzo alle 14.30 del giorno seguente. Alle 16 del 27 aprile la Curtatone ripartì da Durazzo scortando i piroscafi scarichi Pontinia, A. Capano, Carlotta e Miseno, con i quali arrivò a Bari alle dieci del giorno successivo.
Il 5 maggio 1941 la nave, inquadrata nella XVI Squadriglia Torpediniere con le gemelle Monzambano, Castelfidardo e Calatafimi, venne posta alle dipendenze del neocostituito Comando Gruppo Navale dell'Egeo Settentrionale (Marisudest), con sede ad Atene ed area operativa nel Mar Egeo in cooperazione con la Kriegsmarine. Dieci giorni più tardi la Curtatone e la Monzambano scortarono da Augusta a Patrasso i piroscafi tedeschi Castellon, Maritza, Santa Fè, Alicante e Procida, con personale e materiale della Wehrmacht.

La Curtatone esplode dopo aver urtato la mina

Il 20 maggio 1941, all'una del pomeriggio, la Curtatone, al comando del capitano di corvetta Serafino Tassara, lasciò Il Pireo per rimpiazzare la torpediniera Sirio, colta da un'avaria, nella scorta ad un convoglio di caicchi carichi di truppe tedesche dirette a Maleme, nell'isola di Creta (in via di occupazione da parte delle forze tedesche), ma poco dopo la partenza, alle 13.51, la nave, verosimilmente per un errore di rotta che la portò (se pur non di molto) fuori dalla rotta di sicurezza, urtò una mina greca nel golfo di Atene, vicino all'isola di Phleva, e saltò in aria.
La torpediniera Sagittario, da poco partita dal Pireo, si trovava ad un paio di miglia dalla Curtatone quando questa esplose, pertanto diresse subito sul luogo dell'affondamento, fermandosi tuttavia ad un miglio di distanza (per evitare di saltare a sua volta sulle mine) e mettendo a mare le proprie imbarcazioni per soccorrere i naufraghi. Alle 15.05, quando già la Sagittario, in collaborazione con alcune barche equipaggiate dagli artiglieri tedeschi delle vicine batterie costiere, aveva raccolto 22 uomini, molti dei quali feriti, sopraggiunsero il posamine Rovigno ed un rimorchiatore, e la torpediniera, avendo necessità di proseguire rapidamente verso Milo, imbarcò i naufraghi sul Rovigno, mandandolo al Pireo, ed affidò al rimorchiatore il completamento delle operazioni di salvataggio. Alle 15.40 sopraggiunsero dei MAS, cui il comandante della Sagittario, il capitano di fregata Giuseppe Cigala Fulgosi, ordinò di setacciare la zona in cerca di eventuali ulteriori naufraghi (la torpediniera ripartì venti minuti più tardi).
Scomparvero con la Curtatone 94 uomini, compreso il comandante CC cpl Serafino Tassara, mentre solo 34 poterono essere tratti in salvo.